# 会議は踊る (宝塚歌劇)
ミュージカル『会議は踊る-E・シャーレルとA・シャーレルによる-』（かいぎはおどる）は、宝塚歌劇団のミュージカル作品。17場。
花組公演。
併演作品は『ザ・ゲーム』。

## 解説
※『宝塚歌劇100年史（舞台編）』の宝塚大劇場公演参考。
若きロシア皇帝とウィーンの町娘との恋を軽妙なタッチでロマンティックに描いた作品。
1931年の同名ドイツ映画を原作とし、1970年代に同じくドイツでミュージカル化された脚本を宝塚版にアレンジしている。

## あらすじ
※『宝塚歌劇100年史（舞台編）』の宝塚大劇場公演参考。
ウィーン会議が開かれた1814年、ロシア皇帝アレクサンドル1世の馬車目がけて投げつけられた花束が爆弾と間違われ、手袋屋の娘クリステルが逮捕されてしまう。いたずら好きの皇帝は、サーシャという伍長に扮して彼女を助け出す。

## 公演期間と公演場所
- 1989年1月1日 - 2月14日[3]（新人公演：1月24日[4]）　宝塚大劇場（1月6日に昭和天皇が崩御し、7・8日の公演が中止となった[2]。）
- 1989年4月2日 - 4月29日[5]（新人公演：4月11日[4]）　東京宝塚劇場

## スタッフ
※氏名の後ろに「宝塚」、「東京」の文字がなければ両公演共通
- 脚本：フランツ・ガイガー
- 作詞：ロベルト・ギルベルト
- 音楽：ヘルマン・ティーメ、ヨーゼフ・ストラウス、ウェルナー・ハイマン
- 潤色・演出：阿古健
- 翻訳：高田ゆみ子
- 音楽・作曲・編曲：中元清純
- 編曲：小高根凡平、鞍富真一
- 音楽指揮：野村陽児（宝塚）、北沢達雄（東京）
- 振付：中川久美、ジム・クラーク
- 装置：石濱日出雄、関谷敏昭
- 衣装：任田幾英
- 照明：今井直次
- 小道具：榎本満春
- 効果：扇野信夫
- 音響監督：松永浩志
- 演技指導：美吉左久子
- 演出補：村上信夫
- 演出助手：谷正純、中村一徳
- 舞台進行：恵見和弘
- 製作担当：柏原正一（東京）
- 制作：高野賢一

## 配役
※氏名の後ろに「宝塚」、「東京」の文字がなければ両公演共通
本公演
- アレクサンドル1世 - 大浦みずき
- クリステル・ヒュープナー - ひびき美都
- クレメンツ・メッテルニヒ - 朝香じゅん
- フランツ - 真矢みき
- エヴァ・コナルスキー伯爵夫人 - 峰丘奈知
- エリザベート王女 - 梢真奈美
- コズロフ・イワノヴィッチ陸軍少佐 - 瀬川佳英
- ミハイル大尉 - 安寿ミラ
- グレゴレイ中尉 - 友麻夏希
- カロリーナ・セベーニュ公爵夫人 - 宝純子
- ルイーゼ - 華陽子
- ユーリア大蔵大臣男爵夫人 - 北小路みほ
- エレーナ - 香坂千晶
- ゾフィ・ホーフリング・ウィーン市長夫人 - 月丘千景
- マックス - 宝樹芽里
- パウル - 三矢直生

新人公演
- アレクサンドル1世 - 友麻夏希
- クリステル - 華陽子
- メッテルニヒ - 香寿たつき
- フランツ - 宝樹芽里
- エヴァ - 詩乃優花
- エリザベート王女 - 香坂千晶
- コズロフ少佐 - 愛華みれ
- ミハイル大佐 - 真琴つばさ
- グレゴリィ中尉 - 夏城令
- カロリーナ公爵夫人 - 夏目佳奈
- エレーナ - ?（宝塚）、朝風ゆき（東京）
- グスティ - ?（宝塚）、霧原翔子（東京）
- ハンジー - ?（宝塚）、森奈みはる（東京）